# Сінд
Сінд (сіндхі: سنڌ, урду سندھ, араб. السند, англ. Sindh) — провінція на півдні Пакистану. Межує з провінціями Белуджистан на заході та північному заході, Пенджаб на півночі та індійськими штатами Гуджарат та Раджастхан на сході та північному сході відповідно.

## Історія
Історично ця територія населена народом сіндхі, але тут присутні й багато інших груп, наприклад, урдумовні мусульманські переселенці з Індії. Назва провінції походить від санскритського слова сіндху — «океан».
В давнину входила до цивілізації Мохенджо-Даро. Після занепаду останньої приблизно у 1300-х роках до н. е. тут утворилися держави Сіндху, Саувіра й Шиві. Згодом сюди прийшла частина аріїв. Згідно «Махабхарати» Сінд був частиною держави Бгарати.
Надалі тут існували незалежні поселення та громади. Потім тут хазяйнувала Перська імперія Ахеменідів. Після походів наприкінці IV ст. Александра Македонського на деякий час тут затвердилися македонські намісники (сатрапи). Проте після невдалої війни Селевка I Нікатора проти Чандрагупти тут затвердилася династія Маур'я.
Після смерті Ашоки регіон поринув у хаос, доки тут не затвердилися індо-грецькі царі. Останніх у I ст. до н. е. змінили саки, а потім парфяни. Деяка стабілізація відбулася за Кушанської імперії. Починаючи з III ст. н. е. тут затвердилися Сасаніди, поділивши частково землі з імперією Гуптів. Після занепаду останніх тут на деякий час затвердилася Харша. Після смерті останньої у 478 році у Сінді постала династія Рай. Її змінила у 632 році Брамінська династія.
У 710-х роках вона стикнулася з тиском арабів з Дамаскського халіфату. Після послаблення династії Омеядів Сінд розпався на декілька незалежних еміратів. Цей процес тривав до XII ст., коли Сінд було захоплено Гуридами. Послаблення останніх призвело до нового хаосу, який завершився у XIII ст. встановленням влади держави Хорезмшахів. Їх змінили монголи, проте визнання їхнього впливу було деякий час формальним.
Утім на початку Сінд опинився одним з міст протистояння держави Хулагуїдів та Делійського султанату. Тривалий час тут хазяйнували Хулагуїди, проте у середині XIV ст. розпад обох держав призвів до нового протистояння місцевих аристократів. Зрештою тут закріплюється династія Самма. Її правління тривало до середини XVI ст., коли постала імперія Великих Моголів. За часів падишаха Акбара Сінд увійшов до складу могольської держави.

## Подальша історія
На початку XVIII ст. почався занепад імперії Великих Моголів. У 1749 році могольська влада була змушена поступитись Сіндом, Пенджабом та важливою переправою через річку Інд, щоб захистити себе від афганського вторгнення. На початку 1757 року, Ахмед-шах захопив Делі, але дозволив Могольській династії зберегти номінальний контроль над містом до тих пір, поки правитель визнає суверенітет Ахмед-шаха над Пенджабом, Сіндом і Кашміром. У 1783 році влада афганців ослабла, скориставшись цим Сохраб-хан із династії Талпур, на території Верхнього Сінду заснував Хайрпурське князівство, яке лишалося в адмініструванні  Дурранійської імперії до 1813 року. У 1830 році, після смерті Сохраб-хана, трон посідає його старший син Мір Рустам Алі-хан, що викликало суперечку між старшим і молодшим братом Алі Мурад-ханом. В 1832 році Мір Рустам укладає усний договір з британцями про визнання незалежного князівства, а в 1838 році договір про захист, фактично потрапляючи під контроль Великої Британії. В 1842 році Рустам Алі-хан зрікається престолу на користь молодшого брата. Після того, як в 1843 році в битві при Ніамі Чарльз Нейпір розбив Талпурів і почав завоювання Сінда, ці землі поступово перейшли під владу британської корони. У 1847 році завоювання Сінда завершилося, було встановлено Бомбейське адміністрування, і контроль над Сіндом здійснювався головним комісаром. В цьому ж році Алі Мурад допоміг британцям в турецькій компанії, але пізніше засудив дії британців за що був звинувачений у шахрайстві і позбавлений більшості своїх територій у Верхньому Сінді. Попри звинувачення і втрати територій він бере участь на боці британців у 1857 році під час повстання сипаїв. 
Акт про уряд Індії 1935 року вніс поправки  в структуру адміністративного поділу Британської Індії, одним з яких було виділення Сіндської провінції під Бомбейським управлінням в окрему провінцію Сінд.
Після розділу Британської Індії в 1947 році провінція ухвалила рішення приєднатися до Пакистанського Домініону. Індуїстські громади залишили Сінд, вирушивши до Індії, натомість них до Сінду вирушили мусульманські громади з усіх кінців Індії. Пізніше місто Карачі було виділено в окрему адміністративну одиницю, а новою столицею провінції став Хайдарабад. 14 жовтня 1955 року всі колишні адміністративні одиниці у західній частині Пакистану були об'єднані в провінцію Західний Пакистан.